# Address Boulevard
Address Boulevard è un grattacielo adibito ad uso di hotel e abitazioni che si trova a Dubai, negli Emirati Arabi Uniti.

## Caratteristiche

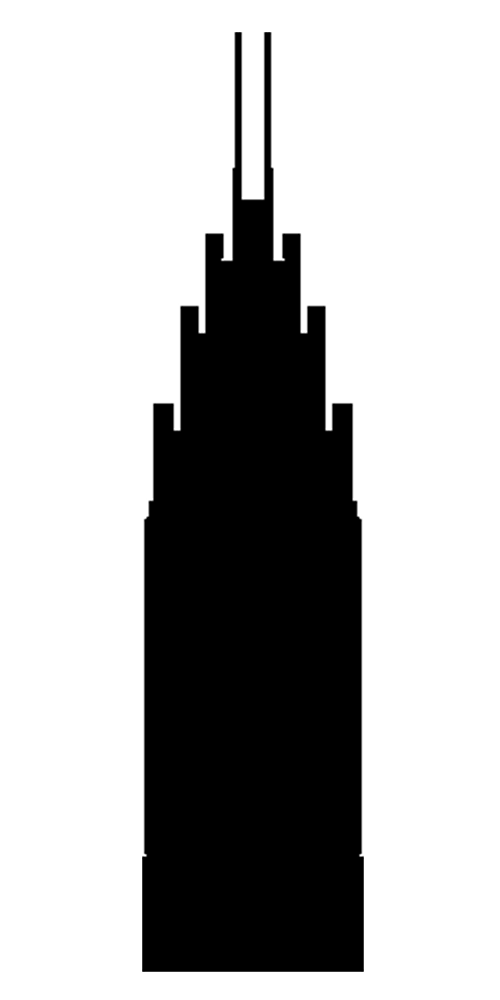
Disegno della facciata

Alto circa 370 metri e con 73 piani è uno dei più grandi hotel della città. Al suo interno dispone di 196 camere a cinque stelle e 523 residence. Costruito tra il 2012 e il 2017, l'hotel ha aperto nel marzo dello stesso anno.